# Éamon Ó Cuív
Éamon Ó Cuív (ur. 23 czerwca 1950 w Dublinie) – irlandzki polityk, działacz Fianna Fáil, parlamentarzysta, minister w różnych resortach.

## Życiorys
Wnuk polityka Éamona de Valery, bojownika o niepodległość Irlandii, później premiera i prezydenta tego kraju. Kształcił się w Oatlands College, następnie ukończył studia na University College Dublin. Pracował jako menedżer w branży spółdzielczej.
Zaangażował się w działalność polityczną w ramach Fianna Fáil. W 1987 i 1989 bezskutecznie kandydował do Dáil Éireann. W 1989 został wybrany w skład Seanad Éireann. Od 1991 do 1997 zasiadał w radzie hrabstwa Galway. W 1992 po raz pierwszy uzyskał mandat Teachta Dála, do niższej izby irlandzkiego parlamentu z powodzeniem ubiegał się o reelekcję w wyborach w 1997, 2002, 2007, 2011, 2016 i 2020.
Od lipca 1997 do czerwca 2002 był ministrem stanu (niewchodzącym w skład gabinetu). Następnie do marca 2010 sprawował urząd ministra do spraw wspólnot, obszarów wiejskich i odpowiedzialnego za Gaeltacht w rządach, którymi kierowali Bertie Ahern i Brian Cowen. W marcu 2010 przeszedł na stanowisko ministra do spraw ochrony socjalnej, zajmując je do marca 2011. Od stycznia 2011 dodatkowo kierował resortami środowiska oraz obrony. W sierpniu 2011 wybrany na wicelidera Fianna Fáil, jednak ustąpił z tej funkcji w lutym 2012, krytykując podejście swojej partii do paktu fiskalnego.